# Coupe de l'UAFA 2012-2013
La Coupe de l'UAFA 2012-2013 est la 26e édition de la compétition arabe interclubs organisée par l'Union des associations de football arabe (UAFA). Succédant à la Ligue des champions arabes de football, cette édition est la première sous le nom de Coupe de l'UAFA.
Elle a vu le sacre du club de la capitale algérienne l'USM Alger pour la 1re fois de son histoire.

## Participants
| - USM Alger 3e d'Algérie en 2011-2012 - CR Belouizdad 4e d'Algérie en 2011-2012 - Al-Fateh 6e d'Arabie saoudite en 2011-2012 - Al Nasr Riyad 7e d'Arabie saoudite en 2011-2012 - Al Hidd Club 4e de Bahreïn en 2011-2012 - Steal Nouvel 3e des Comores en 2012 - Garde Républicaine FC 3e de Djibouti en 2011-2012 - Ismaily 3e d'Égypte en 2010-2011 - Al-Qowa Al-Jawiya 3e d'Irak en 2011-2012 - Al-Buqaa 4e de Jordanie en 2011-2012 - Shabab Al-Ordon Club 5e de Jordanie en 2011-2012 | - USM Alger 3e d'Algérie en 2011-2012 - CR Belouizdad 4e d'Algérie en 2011-2012 - Al-Fateh 6e d'Arabie saoudite en 2011-2012 - Al Nasr Riyad 7e d'Arabie saoudite en 2011-2012 - Al Hidd Club 4e de Bahreïn en 2011-2012 - Steal Nouvel 3e des Comores en 2012 - Garde Républicaine FC 3e de Djibouti en 2011-2012 - Ismaily 3e d'Égypte en 2010-2011 - Al-Qowa Al-Jawiya 3e d'Irak en 2011-2012 - Al-Buqaa 4e de Jordanie en 2011-2012 - Shabab Al-Ordon Club 5e de Jordanie en 2011-2012 | - USM Alger 3e d'Algérie en 2011-2012 - CR Belouizdad 4e d'Algérie en 2011-2012 - Al-Fateh 6e d'Arabie saoudite en 2011-2012 - Al Nasr Riyad 7e d'Arabie saoudite en 2011-2012 - Al Hidd Club 4e de Bahreïn en 2011-2012 - Steal Nouvel 3e des Comores en 2012 - Garde Républicaine FC 3e de Djibouti en 2011-2012 - Ismaily 3e d'Égypte en 2010-2011 - Al-Qowa Al-Jawiya 3e d'Irak en 2011-2012 - Al-Buqaa 4e de Jordanie en 2011-2012 - Shabab Al-Ordon Club 5e de Jordanie en 2011-2012 | - USM Alger 3e d'Algérie en 2011-2012 - CR Belouizdad 4e d'Algérie en 2011-2012 - Al-Fateh 6e d'Arabie saoudite en 2011-2012 - Al Nasr Riyad 7e d'Arabie saoudite en 2011-2012 - Al Hidd Club 4e de Bahreïn en 2011-2012 - Steal Nouvel 3e des Comores en 2012 - Garde Républicaine FC 3e de Djibouti en 2011-2012 - Ismaily 3e d'Égypte en 2010-2011 - Al-Qowa Al-Jawiya 3e d'Irak en 2011-2012 - Al-Buqaa 4e de Jordanie en 2011-2012 - Shabab Al-Ordon Club 5e de Jordanie en 2011-2012 | - USM Alger 3e d'Algérie en 2011-2012 - CR Belouizdad 4e d'Algérie en 2011-2012 - Al-Fateh 6e d'Arabie saoudite en 2011-2012 - Al Nasr Riyad 7e d'Arabie saoudite en 2011-2012 - Al Hidd Club 4e de Bahreïn en 2011-2012 - Steal Nouvel 3e des Comores en 2012 - Garde Républicaine FC 3e de Djibouti en 2011-2012 - Ismaily 3e d'Égypte en 2010-2011 - Al-Qowa Al-Jawiya 3e d'Irak en 2011-2012 - Al-Buqaa 4e de Jordanie en 2011-2012 - Shabab Al-Ordon Club 5e de Jordanie en 2011-2012 | - USM Alger 3e d'Algérie en 2011-2012 - CR Belouizdad 4e d'Algérie en 2011-2012 - Al-Fateh 6e d'Arabie saoudite en 2011-2012 - Al Nasr Riyad 7e d'Arabie saoudite en 2011-2012 - Al Hidd Club 4e de Bahreïn en 2011-2012 - Steal Nouvel 3e des Comores en 2012 - Garde Républicaine FC 3e de Djibouti en 2011-2012 - Ismaily 3e d'Égypte en 2010-2011 - Al-Qowa Al-Jawiya 3e d'Irak en 2011-2012 - Al-Buqaa 4e de Jordanie en 2011-2012 - Shabab Al-Ordon Club 5e de Jordanie en 2011-2012 | - Al-Arabi 3e du Koweït en 2011-2012 - Al-Jahra 5e du Koweït en 2011-2012 - Nejmeh 2e du Liban en 2011-2012 - Raja Casablanca 4e du Maroc en 2011-2012 - FC Tevragh Zeïna Champion de Mauritanie en 2011-2012 - Al-Oruba 3e d'Oman en 2011-2012 - Shabab Al-Dhahiriya 3e de Palestine en 2011-2012 - Sahafi FC Représentant de la Somalie - Khartoum 3 5e du Soudan en 2012 - CA Bizertin 2e de Tunisie en 2011-2012 - Al-Sha'ab Ibb Champion du Yémen en 2011-2012 | - Al-Arabi 3e du Koweït en 2011-2012 - Al-Jahra 5e du Koweït en 2011-2012 - Nejmeh 2e du Liban en 2011-2012 - Raja Casablanca 4e du Maroc en 2011-2012 - FC Tevragh Zeïna Champion de Mauritanie en 2011-2012 - Al-Oruba 3e d'Oman en 2011-2012 - Shabab Al-Dhahiriya 3e de Palestine en 2011-2012 - Sahafi FC Représentant de la Somalie - Khartoum 3 5e du Soudan en 2012 - CA Bizertin 2e de Tunisie en 2011-2012 - Al-Sha'ab Ibb Champion du Yémen en 2011-2012 | - Al-Arabi 3e du Koweït en 2011-2012 - Al-Jahra 5e du Koweït en 2011-2012 - Nejmeh 2e du Liban en 2011-2012 - Raja Casablanca 4e du Maroc en 2011-2012 - FC Tevragh Zeïna Champion de Mauritanie en 2011-2012 - Al-Oruba 3e d'Oman en 2011-2012 - Shabab Al-Dhahiriya 3e de Palestine en 2011-2012 - Sahafi FC Représentant de la Somalie - Khartoum 3 5e du Soudan en 2012 - CA Bizertin 2e de Tunisie en 2011-2012 - Al-Sha'ab Ibb Champion du Yémen en 2011-2012 | - Al-Arabi 3e du Koweït en 2011-2012 - Al-Jahra 5e du Koweït en 2011-2012 - Nejmeh 2e du Liban en 2011-2012 - Raja Casablanca 4e du Maroc en 2011-2012 - FC Tevragh Zeïna Champion de Mauritanie en 2011-2012 - Al-Oruba 3e d'Oman en 2011-2012 - Shabab Al-Dhahiriya 3e de Palestine en 2011-2012 - Sahafi FC Représentant de la Somalie - Khartoum 3 5e du Soudan en 2012 - CA Bizertin 2e de Tunisie en 2011-2012 - Al-Sha'ab Ibb Champion du Yémen en 2011-2012 | - Al-Arabi 3e du Koweït en 2011-2012 - Al-Jahra 5e du Koweït en 2011-2012 - Nejmeh 2e du Liban en 2011-2012 - Raja Casablanca 4e du Maroc en 2011-2012 - FC Tevragh Zeïna Champion de Mauritanie en 2011-2012 - Al-Oruba 3e d'Oman en 2011-2012 - Shabab Al-Dhahiriya 3e de Palestine en 2011-2012 - Sahafi FC Représentant de la Somalie - Khartoum 3 5e du Soudan en 2012 - CA Bizertin 2e de Tunisie en 2011-2012 - Al-Sha'ab Ibb Champion du Yémen en 2011-2012 | - Al-Arabi 3e du Koweït en 2011-2012 - Al-Jahra 5e du Koweït en 2011-2012 - Nejmeh 2e du Liban en 2011-2012 - Raja Casablanca 4e du Maroc en 2011-2012 - FC Tevragh Zeïna Champion de Mauritanie en 2011-2012 - Al-Oruba 3e d'Oman en 2011-2012 - Shabab Al-Dhahiriya 3e de Palestine en 2011-2012 - Sahafi FC Représentant de la Somalie - Khartoum 3 5e du Soudan en 2012 - CA Bizertin 2e de Tunisie en 2011-2012 - Al-Sha'ab Ibb Champion du Yémen en 2011-2012 |

## Calendrier
| Nom                            | Tirage au sort                     | Match aller                    | Match retour                   | Nb. participants               | Nombre en lice                 |
| Tours de qualifications (2012) | Tours de qualifications (2012)     | Tours de qualifications (2012) | Tours de qualifications (2012) | Tours de qualifications (2012) | Tours de qualifications (2012) |
| ------------------------------ | ---------------------------------- | ------------------------------ | ------------------------------ | ------------------------------ | ------------------------------ |
| Tour préliminaire (Afrique)    | -                                  | 10-14 septembre                | 10-14 septembre                | 3                              | 22 à 20                        |
| Premier tour (Asie)            | 28 juin 2012 à Djeddah             | 18 septembre                   | 26 septembre                   | 8                              | 20 à 16                        |
| Premier tour (Afrique)         | 28 juin 2012 à Djeddah             | 19-20 octobre et 20 novembre   | 24-25 novembre et 2-7 décembre | 8 (7+1)                        | 16 à 12                        |
| Deuxième tour (Asie)           | 29 septembre 2012 à Amman          | 27 novembre                    | 5 décembre                     | 8 (4+4)                        | 12 à 8                         |
| Phase finale (2013)            |                                    |                                |                                |                                |                                |
| Quarts de finale               | 22 décembre 2012 à Charm el-Cheikh | 8-13 février                   | 26-27 février                  | 8 (4+4)                        | 8 à 4                          |
| Demi-finales                   | 1er mars 2013 à Alger              | 12-13 mars                     | 2-3 avril                      | 4                              | 4 à 2                          |
| Finale                         | 1er mars 2013 à Alger              | 24 avril                       | 14 mai                         | 2                              | 2 à 1                          |

## Primes monétaires
Les primes monétaires sont distribués aux clubs, comme suit :
| Classement | Prime     |
| ---------- | --------- |
| Vainqueur  | 600 000 $ |
| Finaliste  | 400 000 $ |
| Troisième  | 300 000 $ |
| Quatrième  | 250 000 $ |

## Tours de qualifications

### Tour préliminaire
Le tour préliminaire est organisé sous forme de mini-championnat de trois équipes dont le vainqueur accède au premier tour de la compétition. Les rencontres ont eu lieu du 10 au 14 septembre 2012 au Stade international Saïd Mohamed Cheikh de Mitsamiouli, aux Comores. Le club comorien Steal Nouvel de Sima se qualifie aux dépens de Sahafi FC de Somalie et de la Garde Républicaine FC de Djibouti.
| Rang | Équipe             | Pts | J | G | N | P | Bp | Bc | Diff |
| ---- | ------------------ | --- | - | - | - | - | -- | -- | ---- |
| 1    | Steal Nouvel       | 6   | 2 | 2 | 0 | 0 | 5  | 2  | +3   |
| 2    | Sahafi FC          | 3   | 2 | 1 | 0 | 1 | 1  | 2  | -1   |
| 3    | Garde Républicaine | 0   | 2 | 0 | 0 | 2 | 2  | 4  | -2   |

| Date     | Équipe 1     | Résultat | Équipe 2           |
| -------- | ------------ | -------- | ------------------ |
| 10 sept. | Steal Nouvel | 3 - 2    | Garde Républicaine |
| 12 sept. | Sahafi FC    | 1 - 0    | Garde Républicaine |
| 14 sept. | Steal Nouvel | 2 - 0    | Sahafi FC          |

### Premier tour
Les clubs de différents continents ne se rencontrent pas durant ce tour.
| Équipe 1             | Résultat | Équipe 2            | Aller | Retour  |
| -------------------- | -------- | ------------------- | ----- | ------- |
| Al-Shaab             | E3 - 3   | Nejmeh              | 0 - 2 | 3 - 1   |
| Al-Jahra             | 1 - 3    | Al-Fateh            | 1 - 2 | 0 - 1   |
| forfait Al-Oruba     | [ 7 ]    | Shabab Al-Dhahiriya | 1 - 0 | [ A 2 ] |
| Shabab Al-Ordon Club | 1 - 1E   | Al Hidd Club        | 1 - 1 | 0 - 0   |

| Équipe 1         | Résultat | Équipe 2      | Aller | Retour |
| ---------------- | -------- | ------------- | ----- | ------ |
| FC Tevragh Zeïna | 1 - 4    | USM Alger     | 0 - 2 | 1 - 2  |
| Steal Nouvel     | 4 - 5    | CR Belouizdad | 3 - 0 | 1 - 5  |
| Khartoum 3       | 3 - 6    | Ismaily       | 3 - 1 | 0 - 5  |
| Raja CA          | 4 - 2    | CA Bizertin   | 4 - 0 | 0 - 2  |

### Deuxième tour
Quatre équipes sont qualifiées d'office au second tour : Al Nasr Riyad d'Arabie saoudite, Al-Qowa Al-Jawiya d'Irak, Al-Arabi du Koweït et Al Buqa'a de Jordanie.
| Équipe 1          | Résultat | Équipe 2            | Aller | Retour |
| ----------------- | -------- | ------------------- | ----- | ------ |
| Al Nasr Riyad     | 5 - 0    | Al Hidd Club        | 3 - 0 | 2 - 0  |
| Al-Qowa Al-Jawiya | 4 - 0    | Shabab Al-Dhahiriya | 3 - 0 | 1 - 0  |
| Al-Arabi          | 5 - 4    | Al-Fateh            | 3 - 2 | 2 - 2  |
| Al-Shaab          | 1 - 3    | Al-Buqaa            | 1 - 0 | 0 - 3  |

## Phase finale

### Quarts de finale
| Équipe 1          | Résultat       | Équipe 2  | Aller | Retour |
| ----------------- | -------------- | --------- | ----- | ------ |
| CR Belouizdad     | 2 - 2 1 - 4tab | Ismaily   | 1 - 1 | 1 - 1  |
| Al-Buqaa          | 3 - 9          | USM Alger | 1 - 6 | 2 - 3  |
| Al-Qowa Al-Jawiya | 1 - 3          | Raja CA   | 1 - 1 | 0 - 2  |
| Al Nasr Riyad     | 3 - 4          | Al-Arabi  | 3 - 2 | 0 - 2  |

### Demi-finales
| Équipe 1  | Résultat       | Équipe 2 | Aller | Retour |
| --------- | -------------- | -------- | ----- | ------ |
| USM Alger | 0 - 0 4 - 3tab | Ismaily  | 0 - 0 | 0 - 0  |
| Al-Arabi  | E3 - 3         | Raja CA  | 1 - 1 | 2 - 2  |

### Finale
| Aller                       | Al-Arabi | 0 - 0   | USM Alger | Sabah Al Salem Stadium, Koweït                 |                                                |
| 24 avril 2013 20 h 00 UTC+3 |          | (0 - 0) |           | Spectateurs : 10 000 Arbitrage : Mohamed Arafa | Spectateurs : 10 000 Arbitrage : Mohamed Arafa |
| 24 avril 2013 20 h 00 UTC+3 | Rapport  |         |           | Spectateurs : 10 000 Arbitrage : Mohamed Arafa | Spectateurs : 10 000 Arbitrage : Mohamed Arafa |

| Retour                    | USM Alger                                                     | 3 - 2   | Al-Arabi                      | Stade du 5-Juillet-1962, Alger                 |                                                |
| 14 mai 2013 17 h 30 UTC+1 | Daham 13e · Djediat 37e · Koudri 26e, 42e · Meftah 76e (pen.) | (2 - 0) | 58e K. Fall · 61e Al-Moussawi | Spectateurs : 50 000 Arbitrage : Khalil Djalal | Spectateurs : 50 000 Arbitrage : Khalil Djalal |
| 14 mai 2013 17 h 30 UTC+1 | Rapport                                                       |         |                               | Spectateurs : 50 000 Arbitrage : Khalil Djalal | Spectateurs : 50 000 Arbitrage : Khalil Djalal |

| Coupe de l'UAFA Vainqueur 2012-2013 |
| ----------------------------------- |
| USM Alger Premier titre             |